# 東京瓦斯電力工業
東京瓦斯電力工業（日语：東京瓦斯電気工業、とうきょうがすでんきこうぎょう）通常略稱成瓦斯電，乃是日本明治末期至昭和初期曾存在的公司，專門開發製造鐵道機車車輛、汽車、航空器等產品。該公司為現今五十鈴汽車、日野汽車、胡斯克瓦那全能（ハスクバーナ・ゼノア株式会社）等公司的前身，另外小松製作所、DMG森精機等公司亦延續其中一部分事業。

## 沿革與概要
1885年（明治18年）10月澀澤榮一、淺野總一郎等人從東京府接手了東京瓦斯局，創立「東京瓦斯會社（東京瓦斯前身）」，後來欲出售其機械部門。前佐賀縣知事德久恆範自身出資25萬日圓，另募得1百萬日圓，以125萬日圓之資本購入，1910年（明治43年）8月遂於東京市麴町區有樂町成立東京瓦斯工業，生產製造瓦斯金屬器具。然而德久社長同年12月不幸病歿，且工廠遭受水災肆虐，幸虧內閣總理大臣松方正義的五男松方五郎繼續領導該公司，翌年在本所區業平町設立新工廠，總部遷移至現今隸屬於墨田區的業平橋，並開拓琺瑯鐵器等新事業。1913年投入生產家用電器產品，且改稱東京瓦斯電力工業。1914年7月28日歐洲爆發第一次世界大戰，該公司在大阪砲兵工廠的技術輔導下所生產的引信大量銷往戰場，是當時日本唯一外銷軍需品的民間企業。該公司短時間獲取巨額利潤，遂投資採購更多機械設備，開始投入工作母機、紡織機、飛機和汽車發動機等之研發；另一方面瓦斯計量器的業務也逐漸擴大，1917年（大正6年）增資至3百萬日圓，翌年5月更增至1千萬日圓之譜。

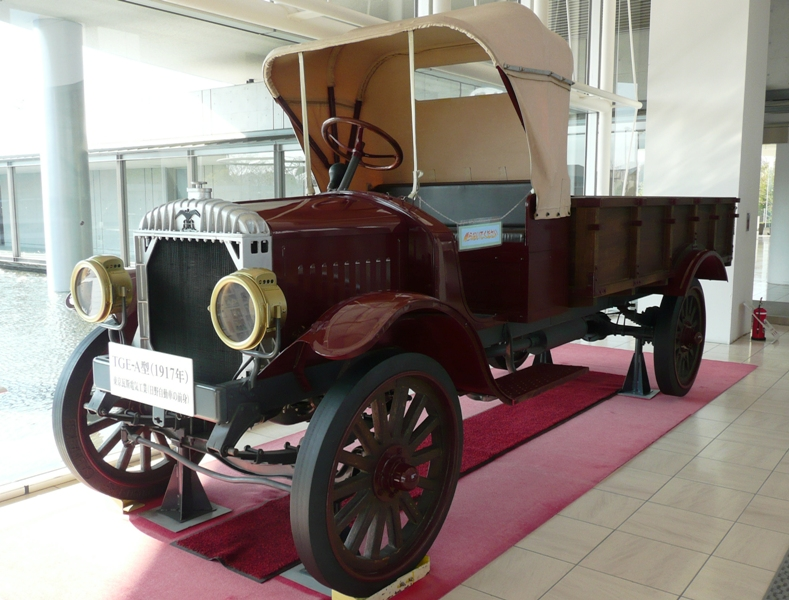
TGE-A型卡車

1917年陸軍大阪砲兵工廠委託該公司、發動機製造（大發工業前身）、川崎造船所（川崎重工業前身）等試作5輛軍用四噸卡車，並提供詳細圖紙、材料、模具、相關費用等。因此該公司積極招聘汽車相關人才，除了延請以開發「山羽式蒸氣巴士」出名的山羽虎夫擔任技術顧問外，並從當時最大進口車商、具有車體架裝實績的日本汽車公司挖角星子勇，擔任汽車部門主管。1918年大森工廠落成啟用，開始試作軍用四噸卡車；同年經德國戴姆勒正式授權，生產出Da式一〇〇馬力水冷式直列六缸發動機，這是日本第一家民營企業完成的飛機用發動機。1919年星子領軍的汽車部門終於完成5輛軍用四噸卡車，並通過軍方檢驗核可。在此同時，汽車部門還仿製美國共和卡車公司產品，開發出「TGE-A型」卡車。這輛卡車搭載4.4L直列四缸汽油引擎，可輸出30ps馬力，並通過軍用汽車補助法的資格檢定，成為該條法令實施以來第一輛軍用保護車輛。後來TGE-A型卡車陸續因不同配備進化到TGE-G型，1917年俄國革命中日本出兵遠東，這款TGE卡車在戰場上發揮了作用，加深了軍方與瓦斯電的信心。
1920年經法國諾姆和羅納發動機公司正式授權，開始製造Ro式八〇馬力發動機和Ro式一二〇馬力發動機。1922年根據擄獲飛機的賓士發動機，仿造量產出Be式一三〇馬力發動機；1928年開發出日本第一具國產航空器發動機「神風」（軍方代號Ha-21）。1930年完成新設計TGE-L型、後二軸以蝸桿驅動的六輪二噸卡車TGE-N型，翌年則完成四輪剎車的一噸卡車TGE-O型。此時該公司又替鐵道省營巴士公司（國鐵巴士前身）製作出TGE-ST型，這是車頭為平頭式卡車，尾端拖著巴士車身的試驗車輛。1931年宮內省購入TGE-MP型卡車，由於皇居位在千代田城，翌年開始將TGE-N型改名成「千代田（ちよだ）」。千代田P型搭載直列六缸引擎，鐵道省營巴士公司採購使用，並進化至千代田Q、R、S型等。1931年（昭和6年）發生昭和恐慌，在商工省的主導下參與「商工省標準形式汽車（後來的五十鈴TX40）」計劃，負責車軸的設計開發。1932年陸軍命令瓦斯電製作指揮官用乘用車，遂以美國哈德遜汽車的哈德遜Special為藍本，試作出「千代田H型菊1號」；翌年投入開發小型民航客機「KR-1」。1934年生產千代田HS型，此車乃是H型菊一號的三軸六輪版本，為首輛國產軍用乘用車。後來經軍方採用為九三式六輪乘用車，後四輪附有履帶，適合崎嶇地形使用。1936年追加千代田HF型，乃九三式六輪乘用車的二軸四輪版本，後來軍方納為九三式四輪乘用車；該二種車款之月產量合計達80輛。
瓦斯電替東京帝國大學航空研究所組裝的長距離飛行實驗飛機「航研機」於1938年5月15日創下世界紀錄，該機以62小時22分49秒航行10,651.011公里，平均每小時飛行186.192公里。雖然這個紀錄翌年被義大利打破，但卻是日本航空史上唯一受到國際航空聯合會認定的世界紀錄。1939年2月航空機部門被日立製作所收購，5月獨立成子公司「日立航空機」。戰後依據《企業再建整備法》的規定，1949年8月日立航空機成為東京瓦斯電力工業（第2次設立）的附屬企業，專門製造發動機、幫浦等民生必需品；1953年5月立川工廠併入富士汽車。
瓦斯電和石川島汽車製作所（1929年自石川島造船所獨立）、達特汽車等三家公司在昭和初期被稱為「國產三社」或「保護汽車三社」，他們之間也有一段曲折的過程，誕生了日產汽車、五十鈴汽車及日野汽車等。1931年承襲快進社而來的達特汽車製造公司（ダット自動車製造株式会社）成為福岡縣戶畑鑄物公司（戸畑鋳物株式会社，社長鮎川義介）的汽車製造部門，1932年石川島汽車與達特汽車合併成「汽車工業公司」（自動車工業株式会社）。1933年汽車工業公司與瓦斯電共同出資成立銷售體系「協同國產汽車公司（協同国産自動車株式会社）」，同年12月26日戶畑鑄物以70萬日圓購入達特汽車的大阪工廠，成立「汽車製造公司」（自動車製造株式会社），翌年改稱日產汽車公司。1937年（昭和12年）汽車工業公司、東京瓦斯電力工業、協同國產汽車等三家公司合併成「東京汽車工業公司」（東京自動車工業株式会社），1941年又更名成「柴油汽車工業（ヂーゼル自動車工業）」，1942年日野工廠（舊瓦斯電汽車製造部門）獨立成日野重工業，戰後更名為日野產業，即日野汽車之前身。至於柴油汽車工業，則於1949年改名為五十鈴汽車。

## 外部連結
- （日語）読売新聞 1938.4.21(昭和13)：鮎川又も放れ業 （页面存档备份，存于）
- （日語）瓦斯電から日野自動車へ 家本潔 （页面存档备份，存于）